# Thomas van der Noot
Thomas van der Noot, född på 1630-talet i Brabant, död 4 augusti 1677 i Stettin, var en nederländsk och svensk adelsman, officer och diplomat, men är idag mest känd för att tillsammans med sin hustru Maria Roquette Hägerstierna ha byggt van der Nootska Palatset på Södermalm i Stockholm, färdigställt 1674.

## Biografi

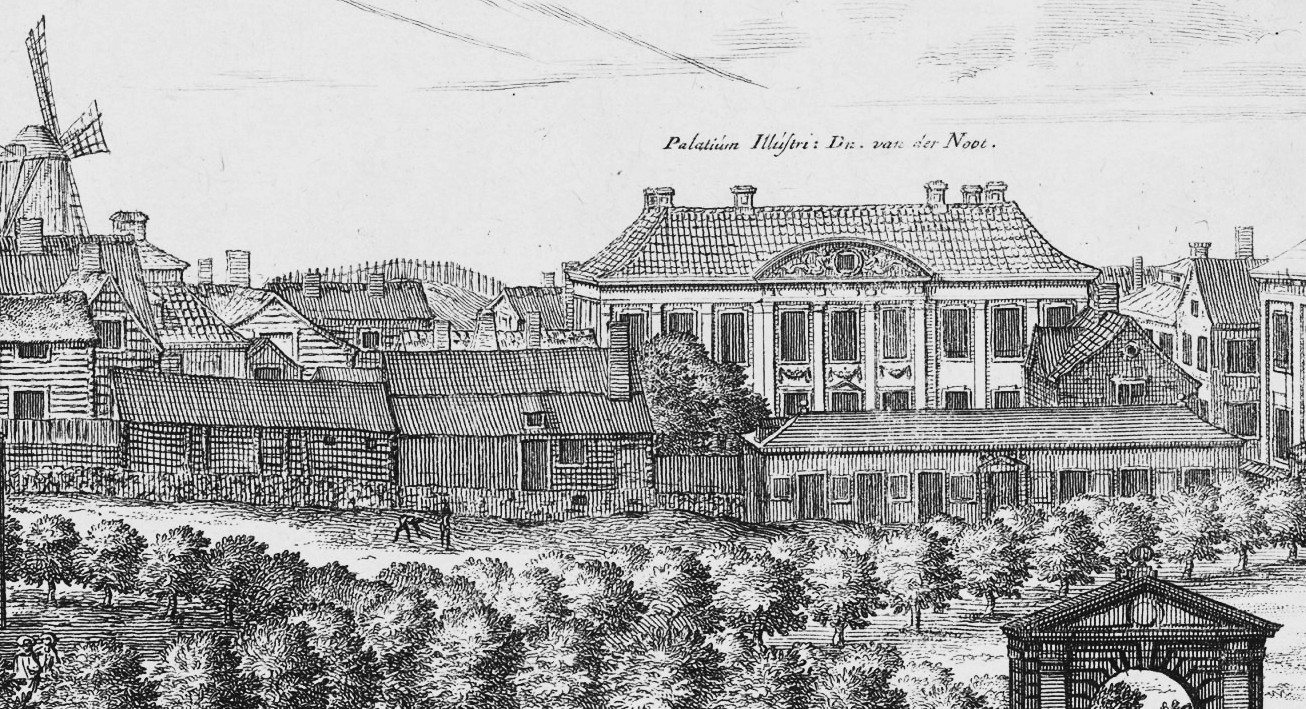
van der Nootska palatset i Erik Dahlberghs Sueciaverket 1690-tal (bilden är beskuren).

Han föddes i Brabant som son till adelsmannen och guvernören i Graves Lamoral van der Noot och hans hustru Lucretia von Stakenbrouch, dotter till guvernören i Graves samt herre över Sleeuwijk och Berkensbos i Brabrant Thomas van Stakenbroek (stavas också Stakenbrouch eller Staekenbroek) och hans hustru Walburg van den Broucke. Thomas kom efter faderns död och sin mors giftermål med sedermera riksrådet Knut Kurck (systerson till Axel Oxenstierna) till Sverige 1648 tillsammans med modern samt flera av sina syskon.
Han blev kammarpage hos drottning Kristina 1651 och deltog som hovjunkare tillsammans med Erik Oxenstierna i förhandlingarna rörande äktenskapet mellan Karl X Gustav och Hedvig Eleonora av Holstein-Gottorp.  
Thomas van der Noot blev fänrik 1655 vid Västmanlands regemente, överste 1668 och var generalmajor 1677. Han deltog i kriget i Polen 1655–1657. Vid ett slag vid Uddevalla fick han en muskötkula genom höger arm och blev sedan skadad i samma arm vid sjöslaget mot holländarna i Öresund 1658. Han utmärkte sig vid Lars Kaggs anfall mot Halden 1660 men skadades över höger öga och fick bäras halvdöd därifrån. 
1666 var han marskalk vid Flemings och Coyets ambassad till England för medling mellan England och Holland. Han fick också i uppdrag att resa till Holland för att arbeta för ett närmande mellan Holland och Sverige. Han motarbetade ratifikationen mellan Holland och Danmark. Han adlades i Sverige 1668 och upphöjdes till friherrligt stånd 1674.
Thomas van der Noot stupade i strid under staden Stettins belägring 1677 där han var underkommendant. Han skadades av en granatskärva i huvudet och avled efter tre dygns plågor. Han begravdes i Västra Ryds kyrka i Uppland.

## Familj
van der Noot gifte sig 1662 i Storkyrkan i Stockholm med den då 18-åriga Maria Roquette Hägerstierna, dotter till Claude Roquette Hägerstierna och hans hustru Magdalena Moijal (dotter till fransmannen och bryggarmästaren Jean Moijal och Gillis Willelmsson de Besche och Helena de Besches dotter Maria de Beche). Svärfadern var mycket förmögen och Thomas fick genom giftermålet flera skattehemman i Halland, varav ett av dem, Stjärneborg, byggdes ut till säteri. Svärfadern finansierade också van der Nootska palatset. Thomas köpte hemmanet Österby i Kumla socken 1669.
Paret fick minst sex barn. Sönerna Carl och Knut dog unga. Sönerna Thomas (1670–1695) och Lamoral (1663–1710) blev officerare och dog barnlösa. Lamoral stupade i strid den 28 februari 1710 i slaget vid Helsingborg. Han var gift med holländskan Cornelia de Baetzelaer von Asperen. Dottern Maria Lovisa (1674–1699) gifte sig med överstelöjtnanten Carl Svinhufvud af Qvalstad och dottern Magdalena Christina (1665–1736, ej 1737) gifte sig 1685 med kaptenen Johan Thordsson Bonde och, efter att ha blivit änka 1695, med generalmajoren Carl Gustaf Roos af Hjelmsäter år 1700.